# Culture émirienne
Émirien
Pour les articles homonymes, voir Émirien.
Objets typiques
Pointe d'Emireh, lames retouchées
L'Émirien, ou culture émirienne, est une culture archéologique datée d'environ 50 000 à 47 000 ans avant le présent (AP), attestée au Levant (Israël, Jordanie, Liban et Syrie). L'industrie lithique de l'Émirien combine des éléments du Moustérien (par exemple la méthode Levallois) avec des innovations propres au Paléolithique supérieur, comme le débitage lamellaire.
C'est la culture archéologique la plus ancienne d'Eurasie qui soit rattachée au Paléolithique supérieur initial. Elle ne semble correspondre à aucune culture plus ancienne connue en Eurasie ou en Afrique, ce qui conduit certains chercheurs à conclure que l'Émirien serait apparu au Levant.

## Caractéristiques

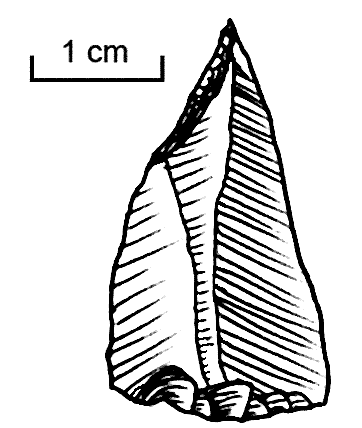
Dessin d'une pointe d'Emireh

La pointe d'Emireh est typique et représentative de l'Émirien. C'est un microlithe de 2 à 3 cm de long, probablement destiné à être emmanché sur un support en bois (manche de lance ou flèche).
De plus, de nombreux outils en pierre de type lame ont été mis au jour, y compris des couteaux incurvés similaires à ceux trouvés dans la culture châtelperronienne qui s'est développée en France et en Espagne à partir de 45 000 ans AP.

## Analyse
La culture émirienne est précédée dans la région par une culture moustérienne dont elle semble dériver, c'est-à-dire sans qu'on puisse déceler de traces de rupture technologique comme c'est le cas avec une culture intrusive venant d'ailleurs. Ainsi de nombreux éléments issus du Moustérien se retrouvent dans l'Émirien comme le débitage Levallois. Par contre, la pointe d'Emireh, typique de la culture, n'a aucune ascendance moustérienne et semble être une innovation propre à l'Émirien. La pointe d'Émireh est un outil plutôt rattachable au Paléolithique supérieur.
L'Émirien a finalement évolué au Proche-Orient vers l'Ahmarien, qui lui-même a évolué sur place vers l'Aurignacien levantin (anciennement appelée Antélien). L'Ahmarien pourrait avoir donné le Protoaurignacien en Europe méridionale.

## Principaux sites
Liste des principaux sites émiriens connus, :
- En Israël :
  - Grotte d'Emireh (Galilée)
  - Qafzeh (Galilée)
  - El-Wad (mont Carmel)
  - Grotte de Kébara (district de Haïfa)
  - Boker Tachtit (de) (Néguev)

- Autres pays :
  - Umm el-Tlel, en Syrie
  - Ksar Akil, au Liban
  - Grotte d'Antelias (en), au Liban
  - Wadi Aghar, en Jordanie